# Диана и Каллисто (картина Гандольфи)
«Диана и Каллисто» (итал. Diana e Callisto) — картина итальянского художника Болонской школы живописи Гаэтано Гандольфи. Изображает легенду о Каллисто.

## История
«Диана и Каллисто» — одна из двух картин, написанных Гандольфи в конце 1780-х годов по заказу князя Николая Борисовича Юсупова для его имения в Архангельском. Художник сделал по крайней мере два эскиза.
Однако после смерти князя Юсупова судьба этого произведения долго оставалась неизвестной. Есть сведения, что в начале XX века работа оказалась в частной коллекции в Кромаре (Литва). В 1977 году обнаружились два эскиза «Диана и Каллисто» и «Триумф Венеры», которые были позже опознаны по старым фотографиям из архива Лувра как заготовки к картинам, хранившимся в Литве и ошибочно отнесённым к кисти французского живописца Луи Жана-Франсуа Лагрене (1725–1805). Картина же обнаружилась лишь в 2009 году в частной коллекции в США и была опознана как работа, хранившаяся ранее в Литве. В январе 2010 года «Диану и Каллисто» продали на аукционе Кристис за 4,1 млн долларов — рекордную цену для произведений Гандольфи.

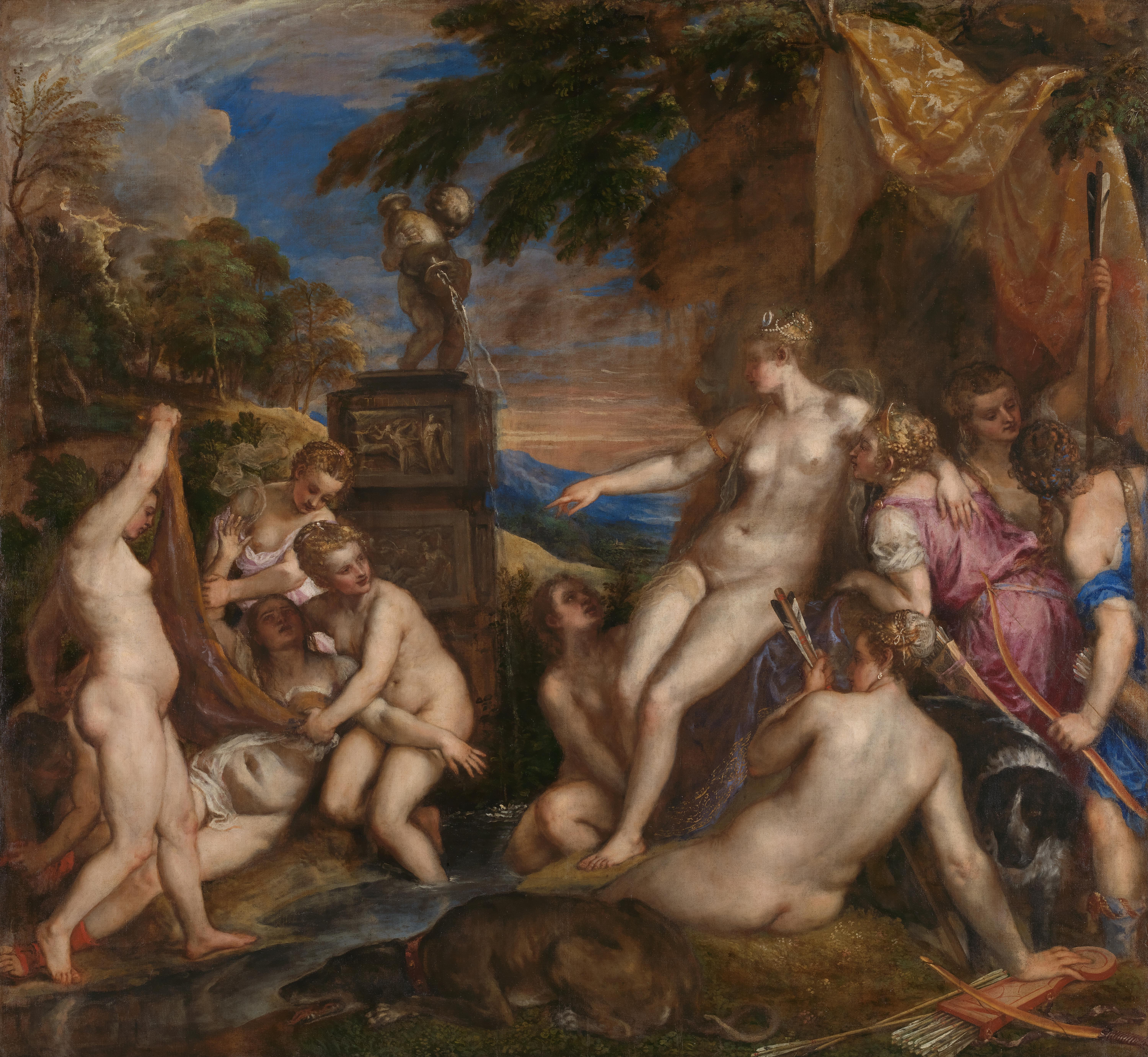
Тициан «Диана и Каллисто»